# Buitenplaats Kasteel Wijlre
Buitenplaats Kasteel Wijlre, voorheen genaamd Bonnefanten Hedge House, is een centrum voor cultuur en landschap in en rondom het Kasteel Wijlre in het Zuid-Limburgse dorp Wijlre (gemeente Gulpen-Wittem). In het historische koetshuis van het kasteel en het moderne kunstpaviljoen Hedge House in het kasteelpark worden hedendaagse kunsttentoonstellingen gepresenteerd. Het geheel van het kasteel, de tuinen en de kunstcollectie worden gezien als een gesamtkunstwerk. Buitenplaats Kasteel Wijlre is een totaalbelevenis voor kunst, natuur, architectuur en erfgoed.

## Geschiedenis

### Ontstaan
In 1981 verwierf het echtpaar Jo en Marlies Eyck het van oorsprong middeleeuwse en in de zeventiende eeuw herbouwde Kasteel Wijlre. In de daaropvolgende jaren creëerden zij hier een onderkomen voor hun kunstcollectie, die zij in de loop der jaren hadden bijeengebracht. Jo Eyck verdiende zijn fortuin in de verfindustrie. De kunstcollectie werd aanvankelijk op incidentele basis getoond aan bezoekersgroepen. In 1998 ontwierp de architect Wiel Arets een minimalistisch kippenhok annex oranjerie, dat tevens dienstdoet als tentoonstellingspaviljoen. Die laatste functie werd toegevoegd, omdat de Provincie Limburg geen toestemming gaf voor de bouw van een modern kippenhok naast het historische kasteel. Door het gebouw een publieksfunctie te geven werd alsnog toestemming verkregen. Het gedeeltelijk verzonken paviljoen van beton, glas en staal werd in 2001 opgeleverd en vormt samen met de verspreid opgestelde kunstwerken in de kasteeltuin een harmonieus geheel met de historische omgeving. De omringende hagen worden zodanig geschoren dat ze harmoniëren met de licht hellende daklijnen van het paviljoen, dat toepasselijk Hedge House is genoemd.

### Heden
In 2012 ging het beheer van het gesamtkunstwerk van het echtpaar Eyck over naar de onafhankelijke stichting 'Bonnefanten Hedge House Foundation', later Stichting buitenplaats Kasteel Wijlre genoemd. Een groot deel van de kunstcollectie Eyck werd in 2012 met financiële steun van de Provincie Limburg aangekocht door het Bonnefantenmuseum in Maastricht. In 2017 droeg het echtpaar Eyck het landgoed Kasteel Wijlre over aan het Elisabeth Strouven Fonds. Als eigenaar van landgoed Kasteel Wijlre, draagt het fonds zorg voor het onderhoud van het landgoed. Stichting buitenplaats Kasteel Wijlre is verantwoordelijk voor de exploitatie, de culturele programmering van tentoonstellingen en projecten en het onderhoud van de tuin. De directeur-bestuurder van de buitenplaats is Xander Karskens. Naast een klein team heeft de buitenplaats een 40-tal vrijwilligers.
Het kasteel, het koetshuis en de tuinen hebben sinds 2003 de status van rijksmonument. De kasteeltuin ontving in 2014 de European Garden Award.
De buitenplaats is geopend voor publiek op woensdag tot en met zondag. De buitenplaats kent een wintersluiting. Raadpleeg de website kasteelwijlre.nl voor de actuele openingstijden.

## De collectie Eyck
De collectie Eyck bestaat uit werken van voornamelijk Nederlandse kunstenaars uit de postmodernistische en minimalistische stromingen. Al vanaf 1965 toonde Jo Eyck in het bedrijfspand van Jac Eyck Verfindustrie BV in Heerlen neo-constructivistisch werk van kunstenaars als Peter Struycken, Carel Visser en Richard Paul Lohse. In de collectie bevinden zich schilderijen en sculpturen van Ad Dekkers, Ger van Elk, Leo Vroegindeweij, René Daniëls, Rob van Koningsbruggen, Guido Geelen, Marlene Dumas, Donald Judd, Richard Long, Tony Cragg, Giuseppe Penone en Juan Muñoz. In de kasteeltuin zijn permanent kunstwerken van onder meer Ad Dekkers, Giuseppe Penone, Peter Struycken en Carel Visser opgesteld. De collectie Eyck wordt regelmatig getoond in de wisseltentoonstellingen in het Koetshuis en Hedge House.

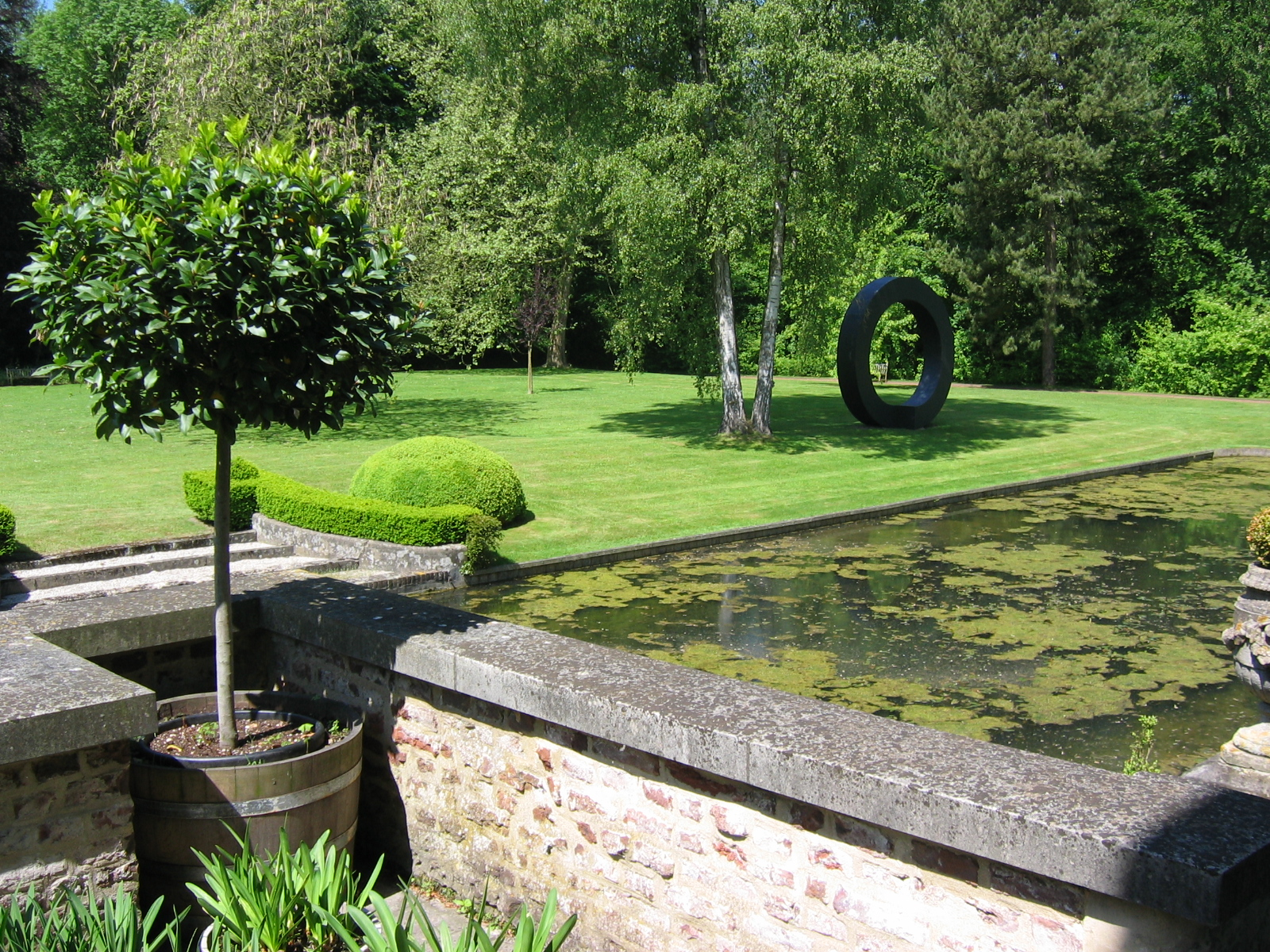
Overzicht tuin
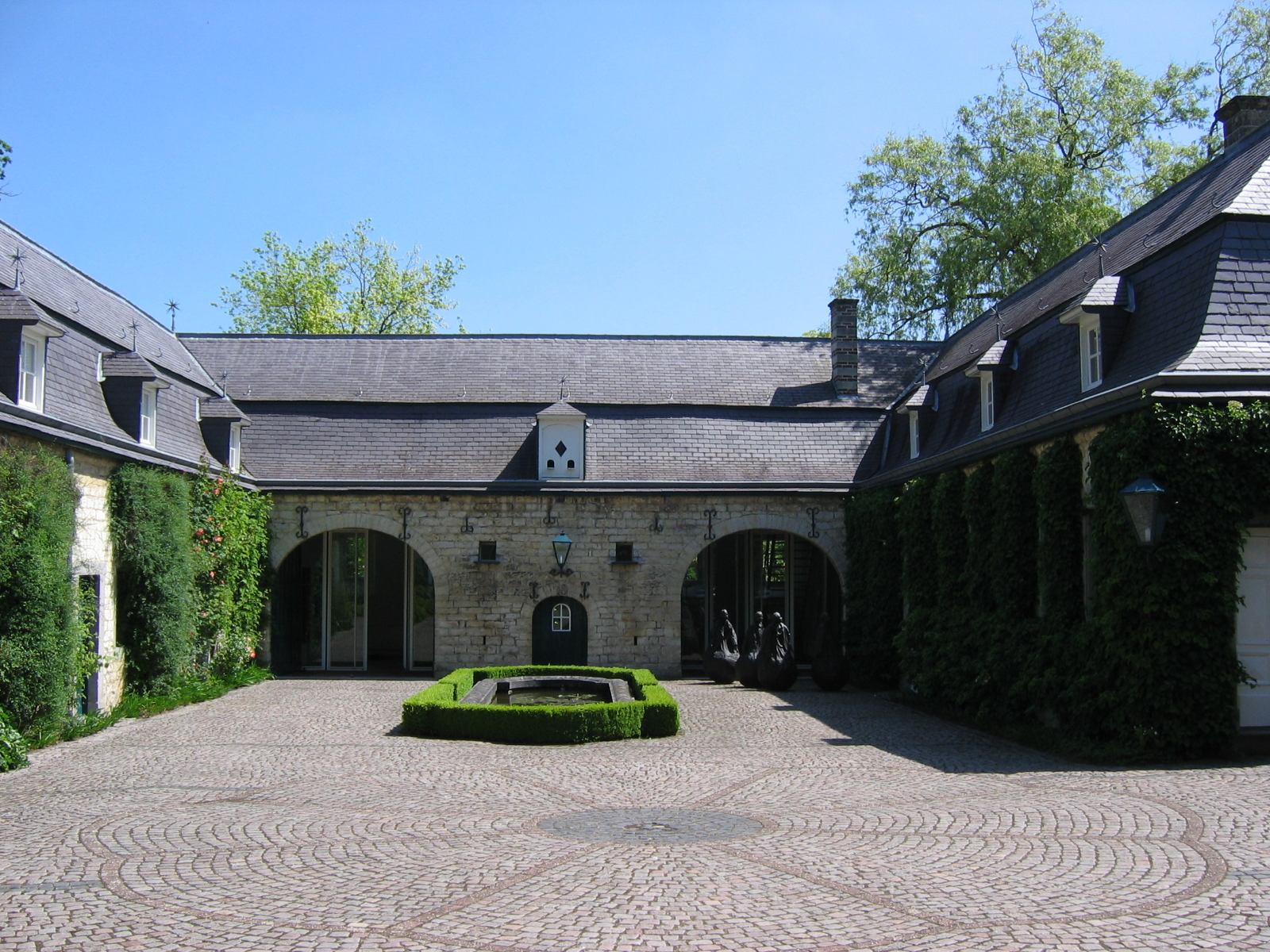
Koetshuis
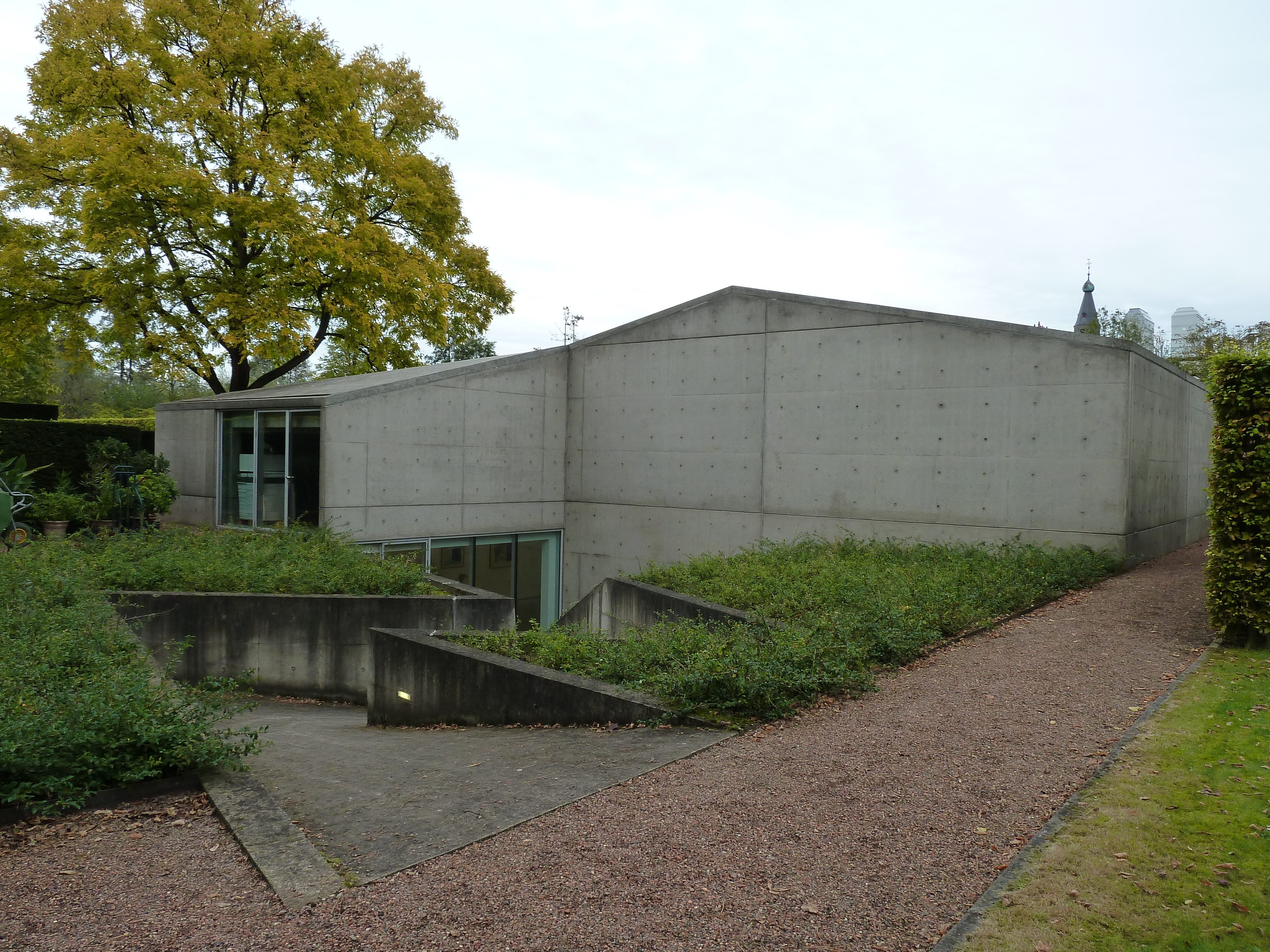
Hedge House
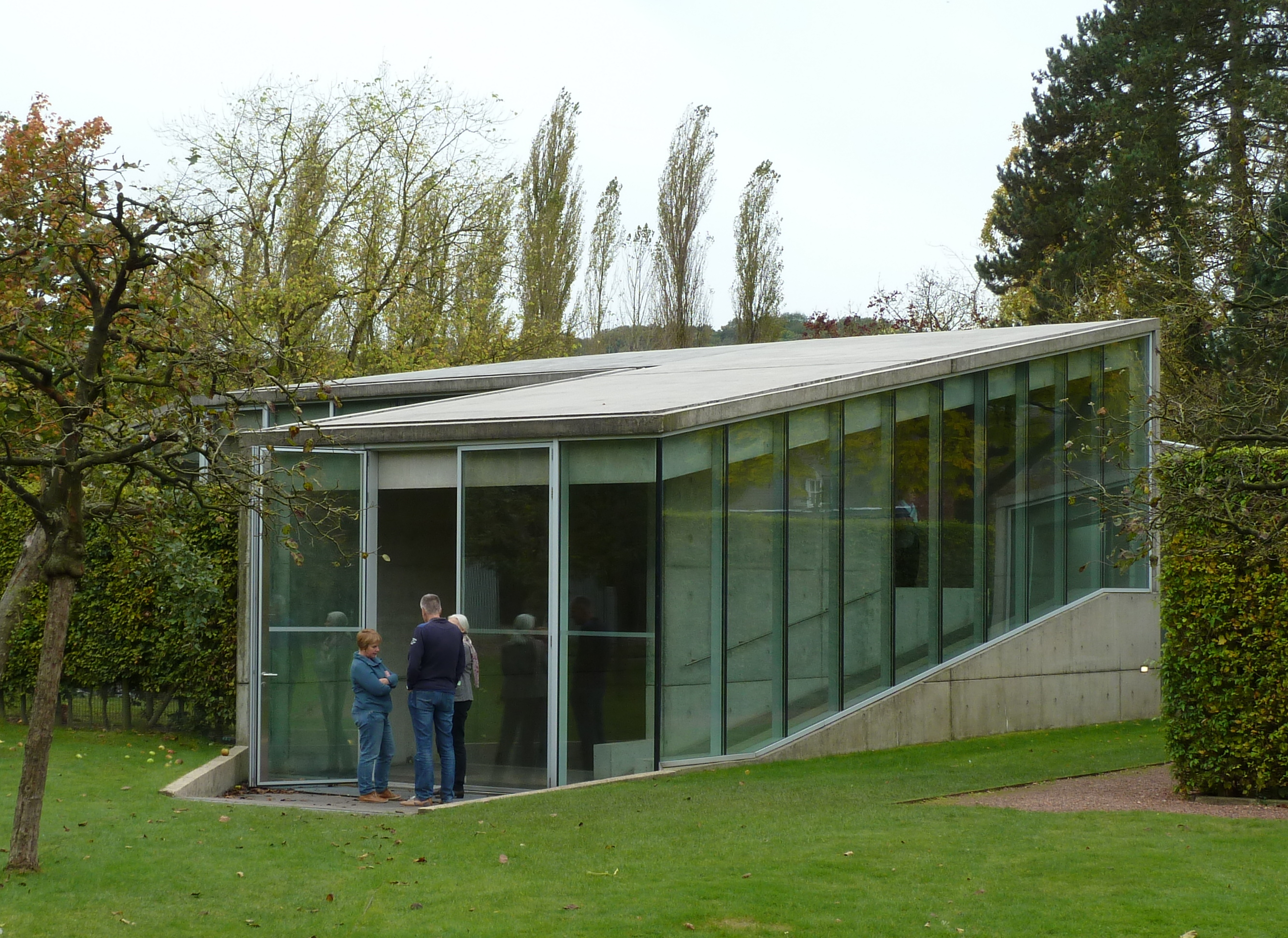
Idem